# Костёл Святого Николая (Львов)
Костёл Свято́го Никола́я (в настоящее время — церковь Покровы Богородицы, кафедральный собор ПЦУ) — памятник архитектуры во Львове (Украина). Находится в центральной части города, на улице Михаила Грушевского, 2 (прежнее советское название улицы — Щербакова).

## История
Римо-католический костёл Николая был заложен здесь в 1694 году для ордена тринитариев. В 1739—1745 годах было построено современное здание. В 1745 году костёл стал приходским, а монастырь — домом священнослужителей.
Авторство проекта приписывается итальянцу Ф.Плациди. Строителем, вероятно, был монах-тринитарий К.Гранацкий, уроженец Люблина.
Костёл трёхнефный, перекрыт полуциркульными сводами с распалубками. Фасад завершён традиционными для своего времени фронтонами и волютами. Плоскости фасада расчленены пилястрами и значительно развитыми карнизами. Интерьер украшен пышной лепниной, деревянной резьбой и скульптурой. Автором лепного декора, выполненного в 1746 году, был монах Л.Печицкий (из Подляшья). Алтарная деревянная скульптура принадлежит мастеру С.Фессингеру. Ценным памятником искусства является алтарь Шольц-Вольфовичей, сделанный около 1595 года, находящийся в левом нефе. Он происходит из Латинского собора, был выполнен в мастерской скульптора Г. Ван Гутте.
В 1947 году передан Московской патриархии и 8 июня того же года архиепископом Львовским Макарием освящён во имя архангела Михаила. В 1961 году храм был закрыт; использовался как книгохранилище библиотеки Львовского университета. Вновь передан Московской патриархии (УПЦ МП) в 1990 году, после того, как 19 августа 1990 года собора святого Юра вновь стал униатским.
После капитального ремонта освящён 4 декабря 1990 году как Покровский собор и до перехода епископа Львовского Андрея (Горака) в УПЦ (КП) в 1992 году храм являлся кафедральным для Львовской епархии УПЦ (МП).